# 西日本放送電視台
西日本放送電視台（日语：西日本放送テレビ、にしにっぽんほうそうテレビ）是日本西日本放送的電視部門，簡稱RNC電視台，是日本電視台系列聯播網NNN及NNS的成員，呼號是JOKF-DTV，遙控器號碼和日本電視台同為4頻道。西日本放送電視台以岡山縣、香川縣兩縣為播出地區，是四國第一家民營電視台。

## 外部連結
- テレビ （页面存档备份，存于） - RNC西日本放送 （日語）